# 阿尔乔姆·比恰耶夫
阿尔乔姆·亚历山德罗维奇·比恰耶夫（羅馬化：Artyom Aleksandrovich Bichayev；1990年4月4日—）是俄罗斯政治人物，第八届国家杜马代表。
在萨拉托夫国立法学院学习期间，他开始积极参与统一俄罗斯青年卫队的工作。后来他被任命为该组织的副区域主任。2013年至2019年，他担任全俄人民阵线地区工作部门负责人。自2021年起担任第八届国家杜马代表。
比恰耶夫于2022年因俄乌战争而受到美国财政部制裁。